# 鸟类迁徙

六種鳥類的遷徙地圖
青藍色：穗䳭（Oenanthe oenanthe）
紅色：北極燕鷗（Sterna paradisaea）
綠色：阿穆爾隼（Falco amurensis）
藍色：短尾鸌（Puffinus tenuirostris）
黃色：流蘇鷸（Philomachus pugnax）
紫色：斯温氏鵟（Buteo swainsoni）

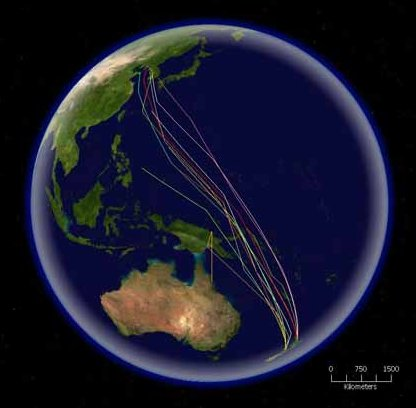
斑尾鷸的遷徙紀錄

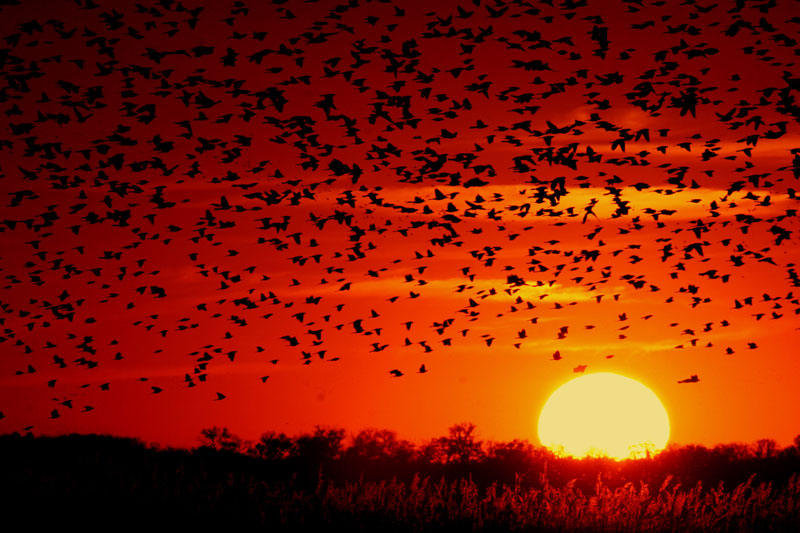
夕阳下集中迁飞的红翅黑鹂（Agelaius phoeniceus）

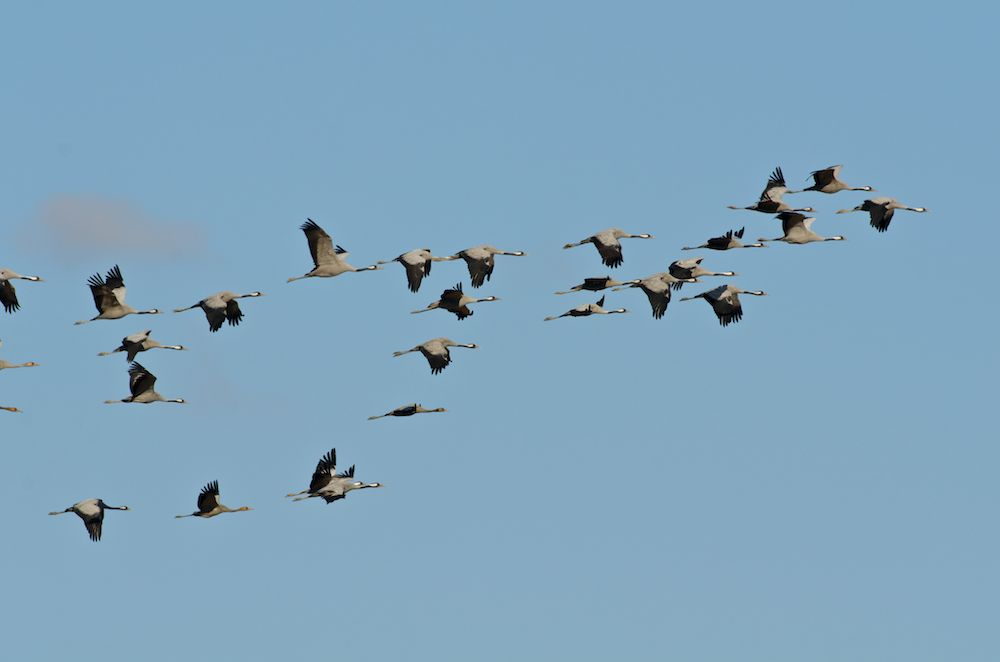
於冬季遷徙的灰鶴

鸟类迁徙是鸟类随着季节变化进行的，方向确定的，有规律的和长距离的迁居活动。有迁徙行为的鸟类称为候鸟，一年四季都在同一個地方逗留及繁殖的稱為留鳥。在动物界中，类似的活动非常常见，对昆虫则称为“迁飞”，对鱼类则称为“洄游”，对哺乳动物则称为“迁移”。迁徙是鸟类生命周期中风险最高的行为，受到体能、天敌等多种因素的制约，而人类的活动常常有意或无意的破坏鸟类迁徙的补给站点，而给他们的迁徙制造更大的困难，有时甚至对某些物种的存续产生严重影响。

## 迁徙的内容

### 迁徙的途径
鸟类迁徙的途径是鸟类往返于越冬地和繁殖地之间经过的区域，决定鸟类迁徙途径的因素包括地表的地形、植被类型、天气、鸟类本身的生物学特性等。传统认为，迁徙途径一定是南北走向的，但是环志研究显示，一些大型鸟类的迁徙途径是东西走向的。
按照鸟类迁徙途径覆盖的面积可以将鸟类的迁徙途径分为宽面迁徙和窄面迁徙两类。所谓宽面迁徙是那些本身分布范围很广泛的鸟类，在迁徙过程中，朝着基本一致的方向向目的地迁徙，不同个体之间迁徙的途径相距很远，整个迁徙途径覆盖的面积很大；窄面迁徙是指那些栖息于广阔范围的鸟类在迁徙过程中沿着基本相同的路线迁徙，整个迁徙途径所覆盖的面积很小。窄面迁徙的鸟类大多对生境有一定的要求，如濒海涉禽只能沿着海岸线的走向迁徙，以便获得途中的补给站点。宽面迁徙的鸟类，由于地表特征的变化会在某些地点转变为窄面迁徙，这样的地点常被称作鸟道。鸟道在鸟类保护方面有着重要的意义，如中国河北的北戴河，处于燕山山脉与渤海湾的交汇点，海与山脉将鸟类的迁徙途径在这一区域急剧收缩，使得北戴河成为东亚非常重要的一条鸟道。

### 迁徙的结群
迁徙中的鸟一般会结成群体，在迁飞时有固定的队形。一般有人字形（西文称为“V”字形队）、一字形和封闭群。一字形队又分为纵一字和横一字形两类。这种方式的结群中鸟类之间是有相互关系的，有的群体具有一定的社会结构。迁飞中，保持一定的队形可以有效的利用气流，减少迁徙中的体力消耗。一般雁形目的鸟、鹭、鹳、鹤等体形较大的鸟通常采用人字或者一字的队形；雀形目等体形较小的鸟在迁徙中常采用封闭群，封闭群的个体数量大小不一，多者如虎皮鹦鹉、灭绝前的旅鸽等，结群达上万只，迁徙时扑天盖地，经日不绝。
猛禽在白天迁飞，通常不结群迁徙，也会相对比较集中，但个体之间保持一定的距离。某些种的猛禽还会组成数量不等的混合群体进行迁徙。

### 迁徙的时间
不同的鸟类迁徙的时间也各自不同，大型鸟类以及猛禽由于体形较大或由于性情凶猛天敌很少，因而常常在白昼迁徙，夜间休息，以便利用白天由于日照引起的上升气流节省体力；但是更多的候鸟，包括体形较小的食谷鸟类、涉禽、雁鸭类等，则多选择夜间迁徙，白昼蛰伏、觅食的方式，选择夜间迁徙的鸟类会在凌晨异常活跃，在一些鸟道，迁徙季节时候凌晨鸟类的喧闹声甚至能够吵醒熟睡的人。研究显示，白昼迁徙的鸟类多利用太阳或者地面景观导航定位，夜间迁徙的鸟类则利用月光和星座导航。部分鸟类在穿越沙漠和大洋时由于没有落脚点会采取昼夜兼程的迁徙方式。

### 迁徙的影响因素
影响鸟类迁徙的因素有很多，其中即有外在的气候、日照时间、温度、食物等，也有鸟类内在的生理因素。
- 气候：在纬度较低的热带、亚热带地区候鸟较少而留鸟较多，而在中高纬度地区候鸟较多而留鸟较少。其主要原因低纬度地区气候变化较小，每年间各项气候指数相对稳定；而中高纬度地区季节鲜明气候变化较大。
- 温度：温度不仅仅影响了鸟类本身的感受同时也会影响鸟类的食物来源，当高纬度地区温度降低时，鸟类便会随之迁徙，而由于地形等因素的影响中高纬度地区也会有一些区域会保持相对较高的温度，生活在这里的候鸟就有可能转变为留鸟。
- 日照时间：有相当一部分候鸟，每年开始迁徙时间非常稳定，据室内实验的验证，这与日照时间有关，当日照时间达到一定长度以上或以下之后，会触发鸟类体内的某种反应机制，诱发其迁徙行为。
- 食物：食物状况是影响鸟类迁徙一个重要因素，有学者认为，由于鸟类是恒温动物，本身对环境温度的变化较不敏感，因而温度因素对鸟类迁徙的影响主要就是通过食物来实现的，温度降低不仅食物本身的活动停止，而且鸟类的觅食活动也受到很大限制，正是这一因素迫使鸟类开始迁徙。
- 鸟类生理因素：根据对笼养鸟类的观察，每到繁殖季节鸟类会出现所谓“迁徙不安”的行为，部分物种会终日朝向迁徙方向站立；或不断试图起飞，一些夜间迁徙的物种会颠倒昼夜节律，在夜间显示出异常的活跃，由于在笼养条件下，气候、温度、光照、食物的条件终年不变，因而笼养鸟在迁徙季节的“迁徙不安”行为说明至少对部分物种而言，迁徙是其生命本能的一部分，受到其内在生理因素的调节。

### 迁徙的起源
鸟类和其他生物迁徙行为的起源至今没有定论，很多学者认为，地球上交替出现的冰川期与鸟类迁徙行为的起源有着密切的关系，冰川活动期生活在纬度较高区域的鸟类被冰川逼迫南移，冰川北退后出于本能鸟类又迁回高纬度的繁殖地，从而形成迁徙的行为；也有学者认为迁徙行为源自天擇的压力，由于迁徙行为是鸟类生命周期中最为艰苦和死亡率最高的阶段，因而有着迁徙行为的鸟类在迁徙过程中都经历了严苛的天擇，有着这一行为的鸟类种群才会在生存竞争中占据有利地位，正是这种压力造就了鸟类迁徙的行为。

## 人类活动对迁徙的影响

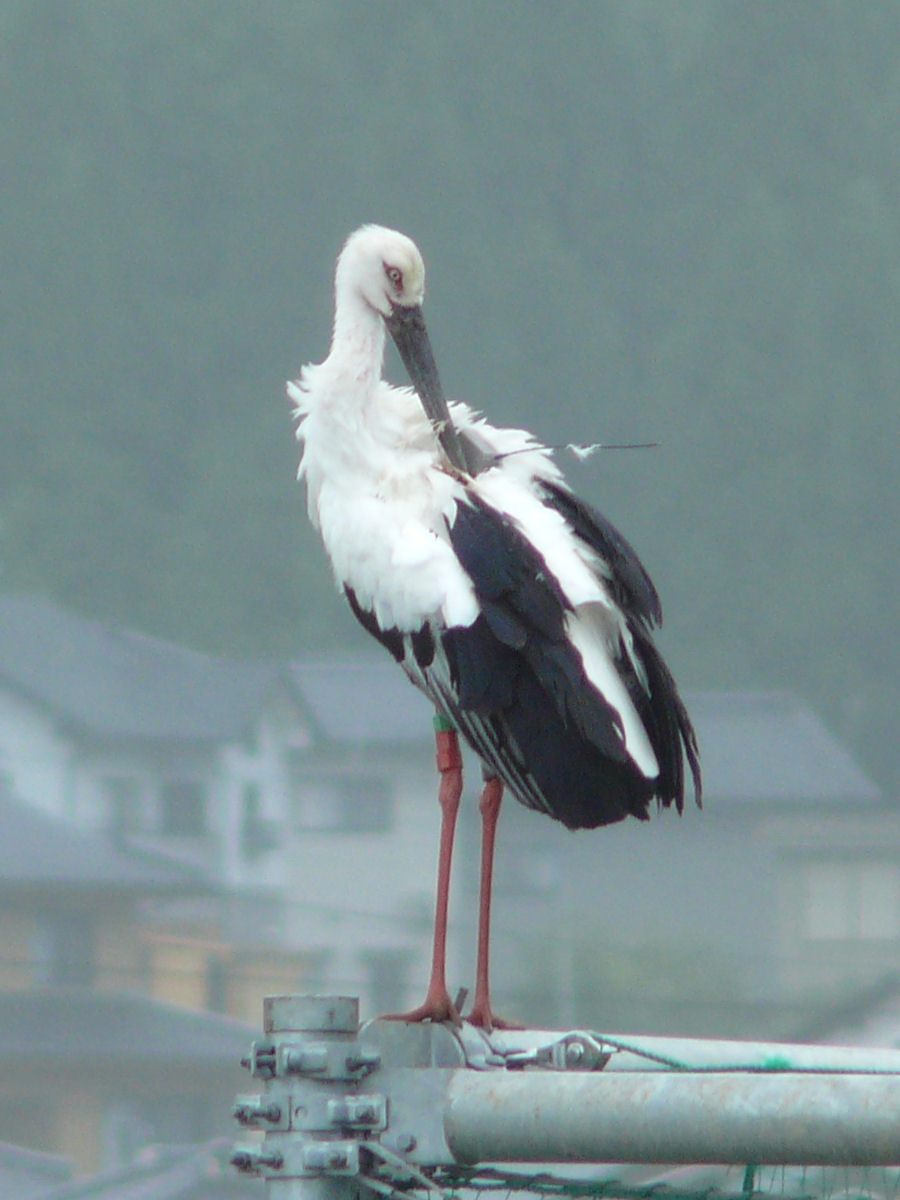
裝上無線電信號發射機的東方白鸛

鸟类在迁徙活动中其实是十分脆弱，容易受到伤害的。
- 迁徙过程中的捕杀：北美狩猎的绿头鸭
- 人类设施的影响：

由于许多鸟类是在夜间迁徙，有时会把灯光当成黎明的光线，这种趋光性造成许多鸟在夜间撞上亮着灯光的建筑物或车辆。具FLAP（Fatal Light Awareness Program）统计，多伦多一个秋季有约2000只鸟因受灯光的吸引而撞上高层建筑。
车辆也威胁着迁徙中的鸟。在中国额尔古纳地区通向海拉尔的公路上，春秋时节车辆在草原中的公路上撞上迁飞的候鸟是很常见的。有些公路的修建阻断了鸟类迁移的通道，例如台湾的陽明山國家公園在2003年就有1千多隻的動物不幸被車輛輾斃，其中還包括珍貴的領角鴞。为了避免这一状况，许多国家在动物出现频繁的路段上都有警示动物出没的标志，但这一做法收效甚微，对哺乳动物有效的“地下通道”对鸟也意义不大。
裸露的高压线对于对鹳类、雕类和其它大型鸟类也是一个危险因素。据国际鸟盟的报道，每年有30%初飞的西班牙雕（Spanish Imperial Eagles，Aquila adalberti）是触电致死。这么高的死亡率对于这个世界上只剩不到200对的物种而言是十分不利的。有些国家正在通过对电力塔、电缆等套上塑胶管套的方法来降低对鸟类的威胁降到最低。当西班牙Donana国家公园周围的电力线被清除掉后，6月龄的西班牙雕的存活率很快从17.6%上升到了80%。

## 迁徙的研究

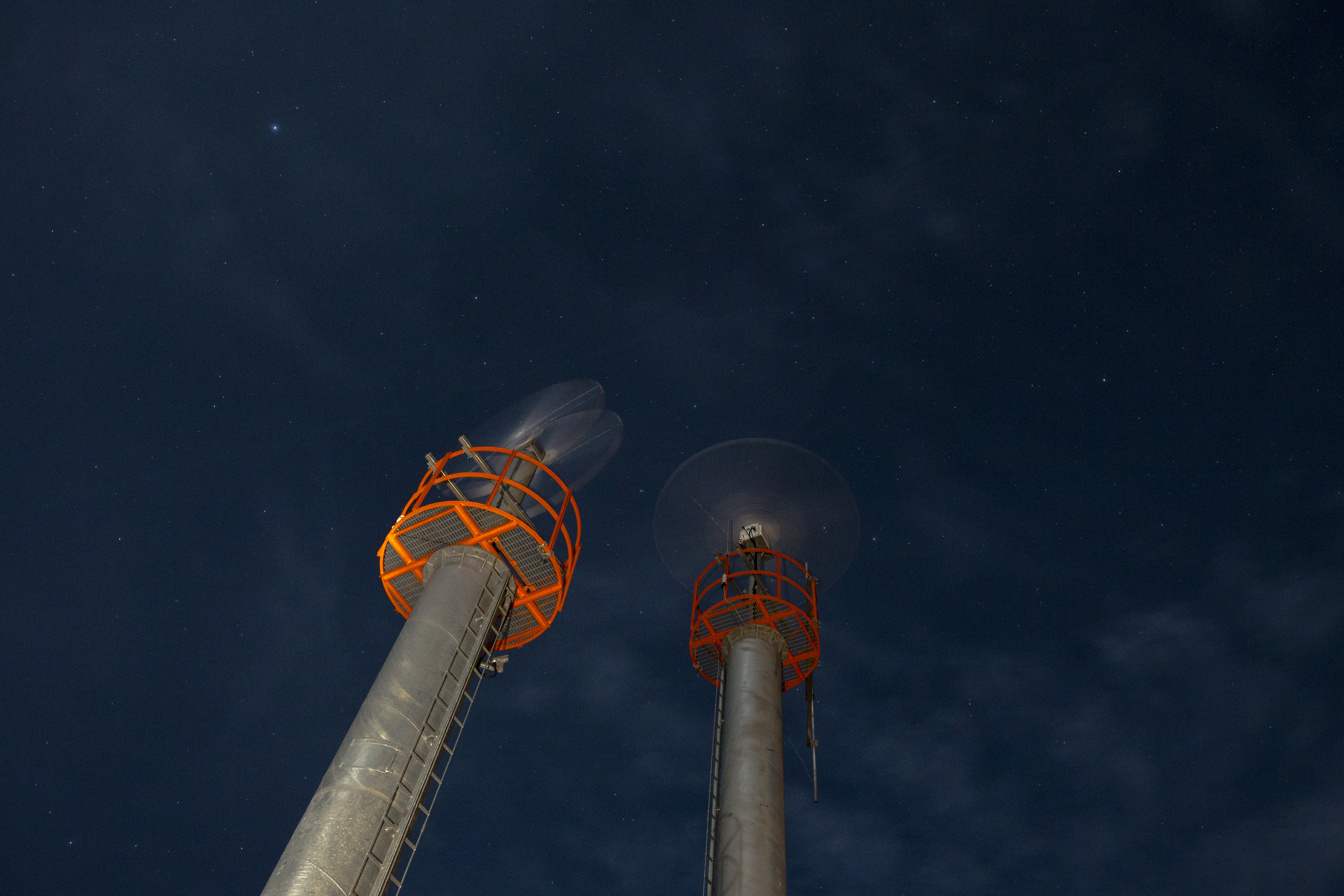
愛沙尼亞監測鳥類遷徙的雷達儀器

- 环志：环志是将野生鸟类捕捉后套上人工制作的标有唯一编码的脚环，颈环，翅环，翅旗等标志物，再放归野外，用以搜集研究鸟类的迁徙路线，繁殖，分类数据的研究方法。现代环志研究起始于1899年的丹麦，至今全球每年有超过百万鸟类被环志。早期的环志使用的是雕有环号的金属脚环，固定在候鸟的足部，现在的环志不仅使用金属足环，还使用颈环、翅旗、脚旗等标志所使用的材质也扩展到工程塑料等，并利用彩色环编码，由于最新的环志标志可以在不捕捉鸟类的条件下被识别，因而极大地提高了环志的回收率。最著名的被环志的鸟类是一只北极燕鸥它于1980年代初被环志，至今仍然每年穿梭于地球的两极之间，它被媒体以丹麦女王玛格丽特二世的名字命名，每年都有大量观光客专程到它繁殖的岛屿上只为看到这只著名的北极燕鸥。
- 无线电追踪：无线电追踪是近年来随着微电子技术的发展而产生的一种研究鸟类迁徙的方法，它通过安放在鸟类身上的一具无线电信号发射机来精确定位鸟类的位置，从而可以绘制出鸟类迁徙的路线，但是由于技术水平的限制，无线电追踪技术只能应用于鹳、鹤、雕等大型鸟类，同时需要支付昂贵的代价，因而应用范围不广泛。目前保持无线电追踪世界记录的是一只名叫Donna的白鹳，它于1999年被套上卫星定位发报器，2005年3月5日在法国南部Calvados的塞纳河口触电线身亡，期间它背负无线电定位器为研究者提供了2033天的科学数据。

## 延伸閱讀
- Alerstam, Thomas.  (PDF). Journal of Theoretical Biology. 2001, 209: 319–331  [2013-02-07]. （原始内容 (PDF)存档于2015-05-02）.
- Berthold, Peter（2001）Bird Migration: A General Survey. Second Edition. Oxford University Press. ISBN 978-0-19-850787-1
- Dingle, Hugh. Migration: The Biology of Life on The Move. Oxford University Press, 1996.
- Weidensaul, Scott. Living On the Wind: Across the Hemisphere With Migratory Birds. Douglas & McIntyre, 1999.
- Dedicated issue of Philosophical Transactions B on Adaptation to the Annual Cycle.  Some articles are freely available.[永久]
- Hobson, Keith and Wassenaar, Leonard（2008）Tracking Animal Migration with Stable Isotopes.  Academic Press. ISBN 978-0-12-373867-7

## 外部連結
- Route of East Asian Migratory Flyaway（页面存档备份，存于） Olango Wildlife Sanctuary as a refuelling station of migratory birds
- Migraction.net（页面存档备份，存于） - Interactive database with real-time information on bird migration
- Migration Ecology Group, Lund University, Sweden
- Migrate.ou.edu（页面存档备份，存于） - Migration Interest Group: Research Applied Toward Education, USA
- Trektellen.nl （页面存档备份，存于） - Migration counts and ringing records The Netherlands, Belgium, Great Britain, France, Germany, Spain and Portugal
- Canadian Migration Monitoring Network（Co-ordinates bird migration monitoring stations across Canada）
- Bird Research by Science Daily（页面存档备份，存于）- includes several articles on bird migration
- The Nature Conservancy's Migratory Bird Program
- The Compasses of Birds（页面存档备份，存于） - a review from the Science Creative Quarterly
- BBC Supergoose - satellite tagging of light-bellied brent geese
- Soaring with Fidel（页面存档备份，存于） - follow the annual migration of ospreys from Cape Cod to Cuba to Venezuela
- Birder's Journal: A Morning With Migrants（页面存档备份，存于） Nationalgeographic.com
- Bat predation on migrating birds（页面存档备份，存于）
- Bird migration overview[] A general overview from cgi.turnerlearning.com
- Global Register of Migratory Species（页面存档备份，存于） - features not only birds, but other migratory vertebrates such as fishes
- eBird.com Occurrence Maps - Occurrence maps of migrations of various species in United States
- Smithsonian Migratory Bird Center（页面存档备份，存于） - "Fostering greater understanding, appreciation, and protection of the grand phenomenon of bird migration."